# ماركوس راندال
ماركوس راندال (بالإنجليزية: Marcus Randall)‏ هو لاعب كرة قدم أمريكية أمريكي، ولد في 14 مارس 1982.

## وصلات خارجية
- ماركوس راندال على موقع مرجع كرة القدم المحترفة.كوم (الإنجليزية)
- ماركوس راندال على موقع مرجع كرة القدم المحترفة.كوم (الإنجليزية)